# Jens Härtel
Jens Härtel (Rochlitz, 7 giugno 1969) è un allenatore di calcio ed ex calciatore tedesco, di ruolo difensore, tecnico dell'Erzgebirge Aue.

## Palmarès

### Giocatore

#### Competizioni nazionali
- Fußball-Regionalliga: 1

Union Berlino: 1999-2000

### Allenatore

#### Competizioni nazionali
- 3. Liga: 1

Magdeburgo: 2017-2018

#### Competizioni regionali
- Coppa dello stato federale di Berlino: 1

Berliner AK 07: 2012